# Aptostichus fornax
Espèce
Aptostichus fornax est une espèce d'araignées mygalomorphes de la famille des Euctenizidae.

## Distribution
Cette espèce est endémique de Californie aux États-Unis,. Elle se rencontre dans le parc national de la vallée de la Mort dans le comté d'Inyo.

## Étymologie
Cette espèce est nommée en référence à Fornax.

## Publication originale
- Bond, 2012 : Phylogenetic treatment and taxonomic revision of the trapdoor spider genus Aptostichus Simon (Araneae, Mygalomorphae, Euctenizidae). ZooKeys, no 252, p. 1-209 (texte intégral).